# Opraapwagen

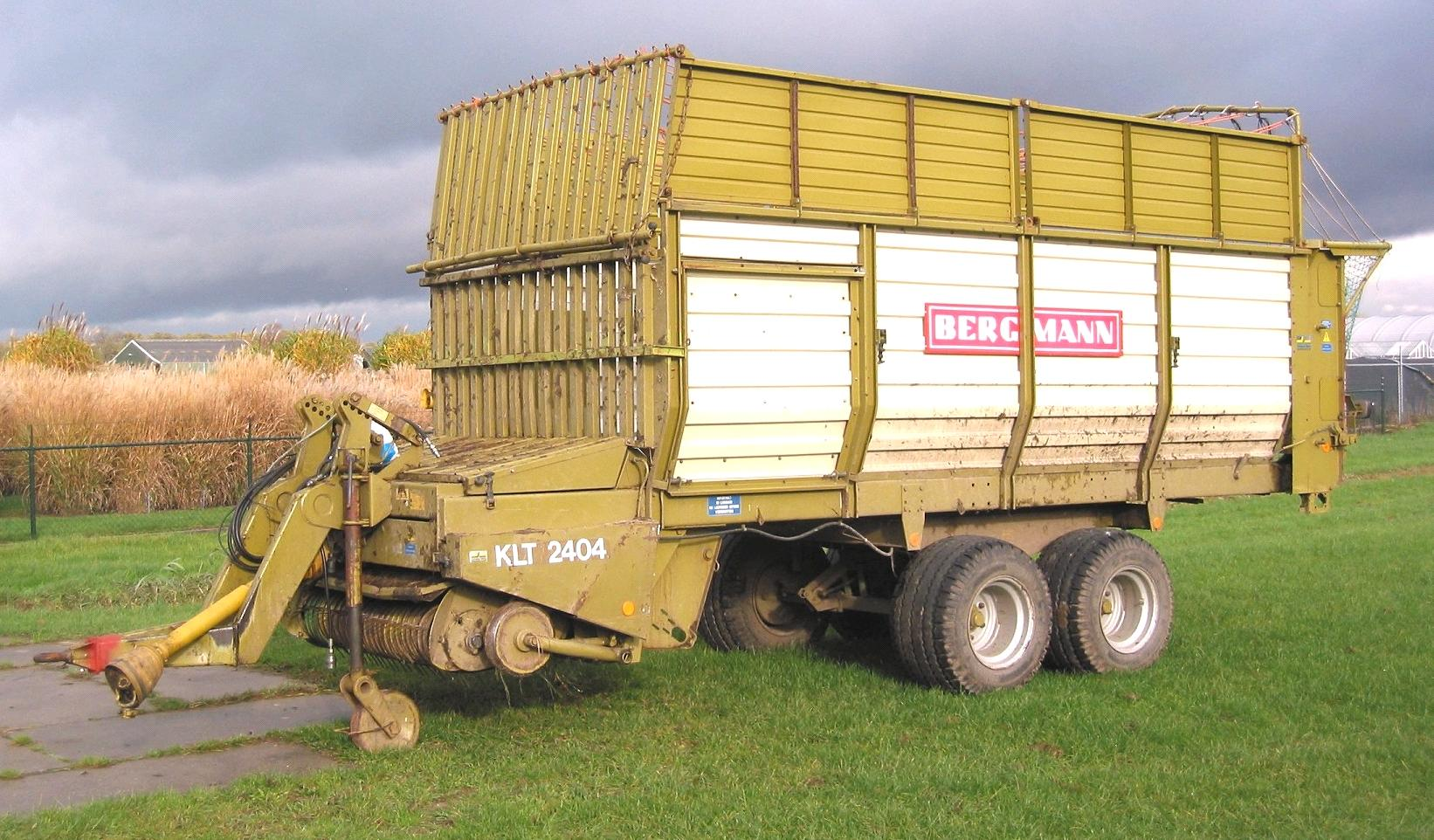
Bergmann Opraapwagen

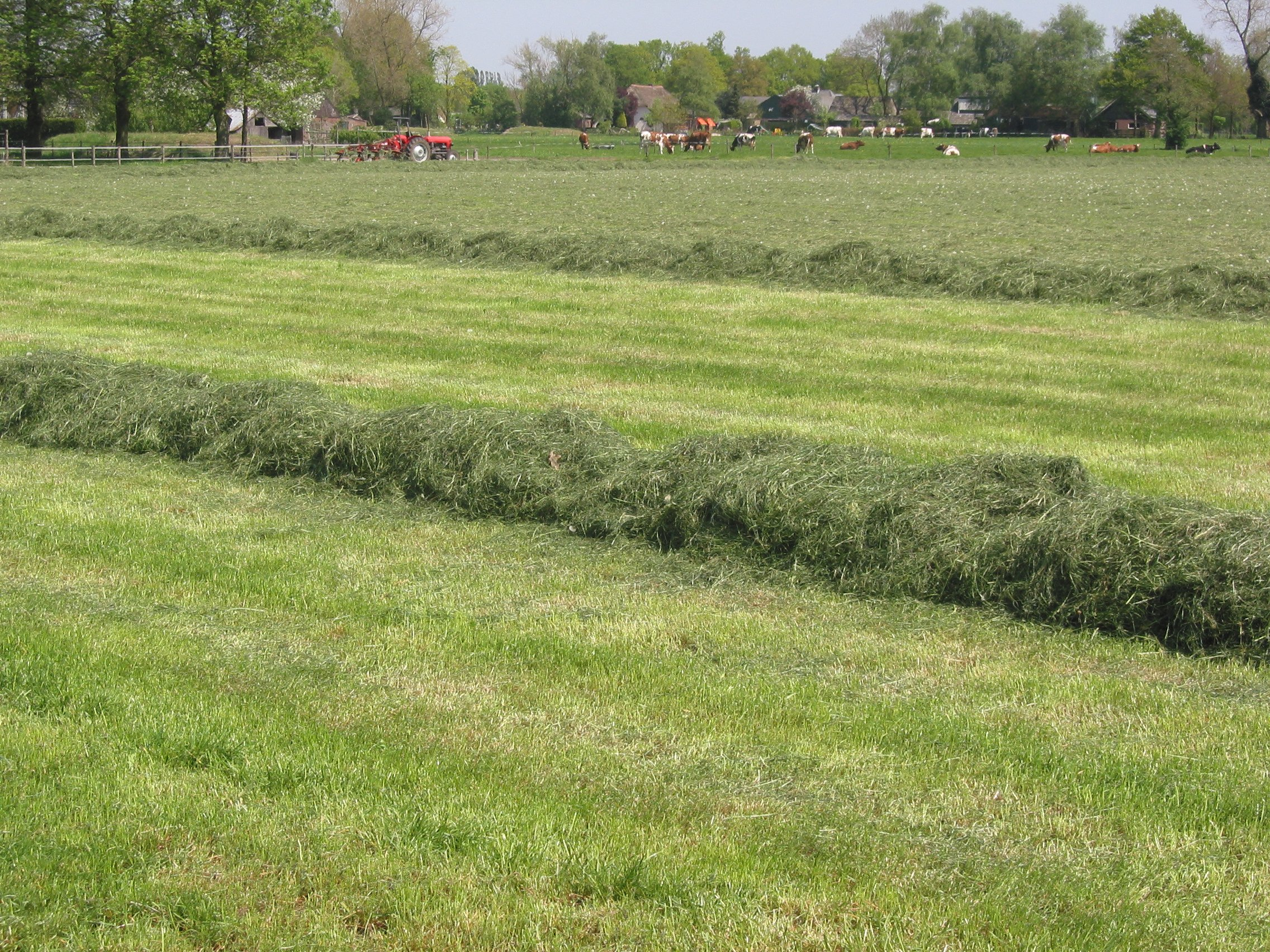
Kuilgras op wiersen

Een opraapwagen, ook wel ladewagen genoemd, wordt gebruikt bij de oogst van kuilgras en vers gras.
De wagen wordt door een trekker voortgetrokken. Aan de voorkant zit onderaan de wagen een, via de aftakas van de tractor aangedreven, rol die het gras van het veld de wagen intrekt. Aan de achterkant van de wagen kan een net zitten dat ervoor zorgt dat het gras niet uit de wagen valt. 
Als de opraapwagen wordt ingezet voor het verzamelen van vers gras is op de trekker vaak een front-maaier gemonteerd. In een werkgang wordt dan het gras gemaaid en opgeraapt. In de opraapwagen zit een aandrijfketting die het gras naar achteren beweegt. Er is vaak een transportband achter op de wagen bevestigd waarmee met behulp van enkele in de wagen bevestigde rollen het vers gemaaide gras in de stal kan worden verdeeld bij het vee.
Voor kuilgras wordt het gras nadat het gemaaid is en enkele malen geschud na een paar dagen drogen op ruggen geharkt. Vervolgens wordt het met de opraapwagen verzameld en naar de kuil gebracht. 

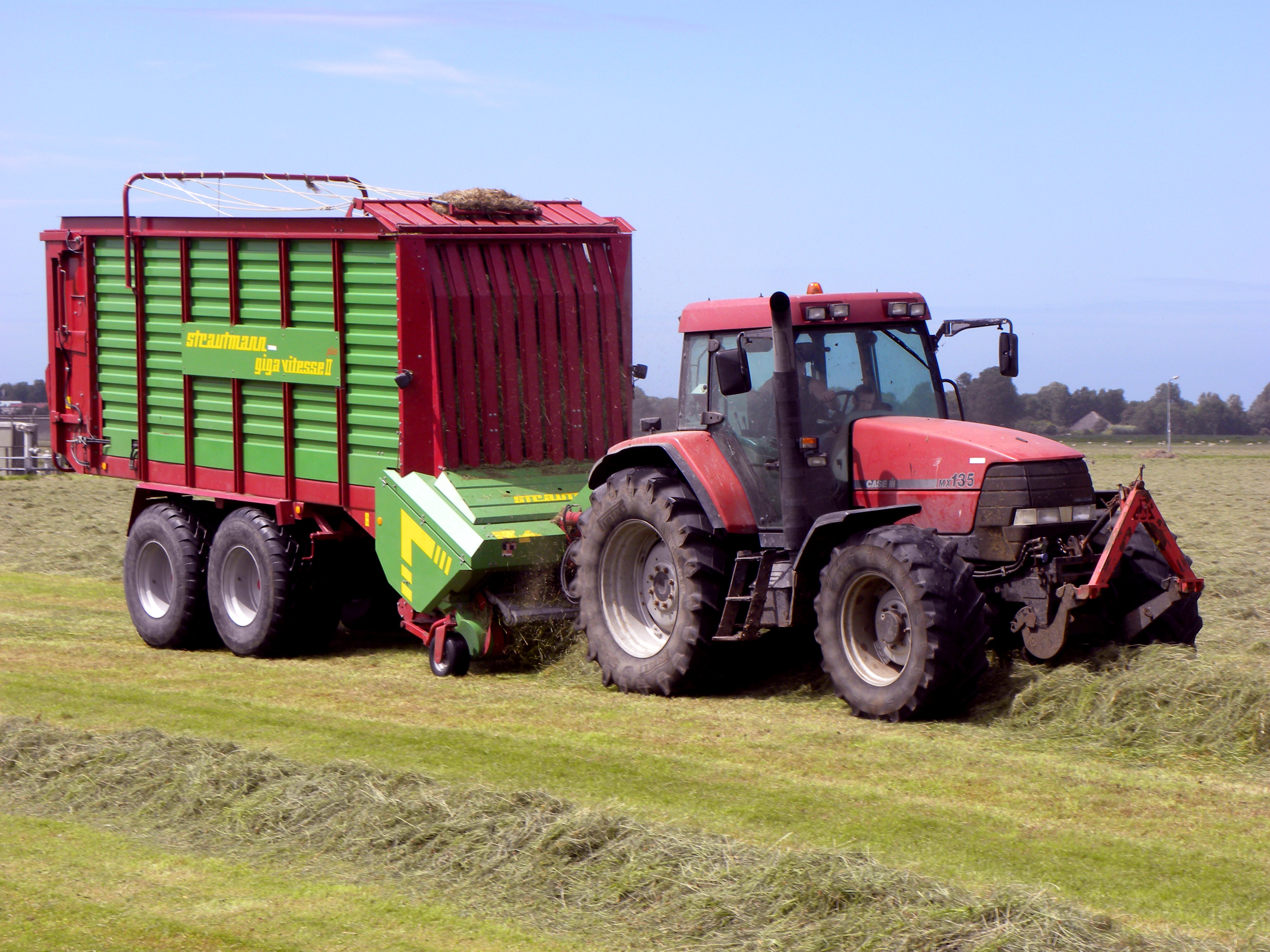
Het laden van een opraapwagen
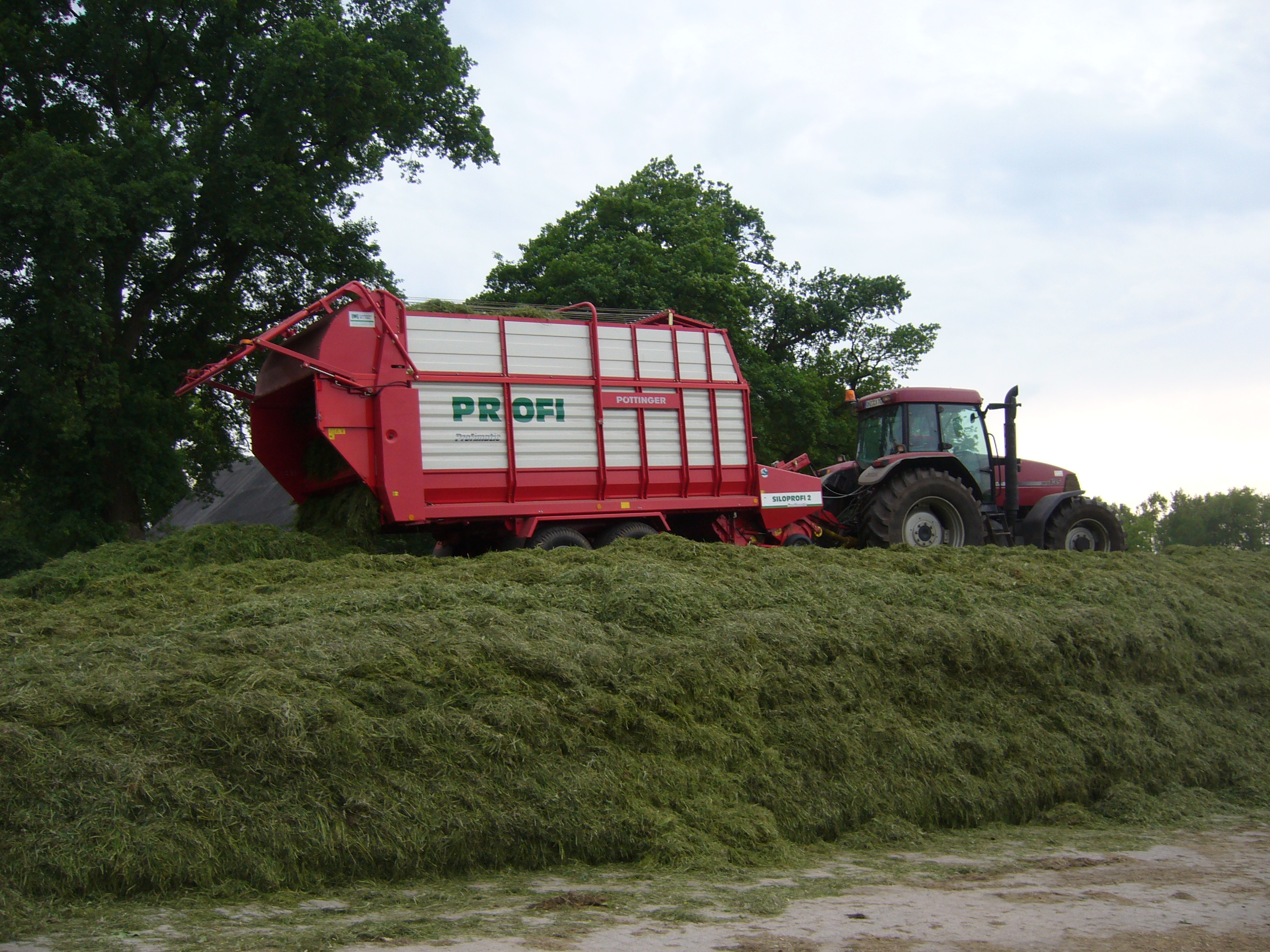
Het lossen van een opraapwagen op een kuilhoop